# Ракетный удар по Сумам 13 апреля 2025 года
В ходе российского вторжения на Украину российские войска утром 13 апреля 2025 года нанесли два удара баллистическими ракетами по центру города Сумы. Погибли 35 человек, среди которых 2 детей; 129 человек, в том числе 17 детей, пострадали.

## Обстоятельства
Удары были нанесёны в Вербное воскресенье по центру города, полному людьми. Под первый удар попал Конгресс-центр Сумского государственного университета, часто использовавшийся для занятий с детьми. Ракетный удар вызвал пожар на одной из улиц. Газета The Guardian назвала это тяжелейшей атакой по гражданским с начала года, указав на то, что отдавшие приказ точно знали о том, к каким последствиям приведёт удар. 4 апреля Россия нанесла удар по жилому району Кривого Рога, убив 20 человек, включая 9 детей.
Новостная служба Би-би-си отметила, что видеозаписи удара свидетельствуют о штатной работе российской ракеты, что указывает на высокую вероятность преднамеренного поражения густонаселённого района. Минобороны РФ подтвердило, что удар по Сумам был нанесён двумя ракетами «Искандер-М».
CNN заметил, что использование двух ракет «Искандер» могло быть попыткой нанесения удара по спасателям, спешащим на помощь.
Вторая российская ракета взорвалась в 140 метрах от места попадания первой, на Петропавловской улице около дома № 57 (там расположен корпус Украинской академии банковского дела). Рядом с местом удара находился автобус с пассажирами, почти все из которых погибли.

### Наличие военных на месте атаки
Бывший народный депутат Игорь Мосийчук, народный депутат Марьяна Безуглая и мэр Конотопа Артём Семенихин заявили, что во время атаки в Сумах могло проходить построение военных для награждения. Мосийчук заявил, что мероприятие касалось военнослужащих 117-й бригады ТРО и что также были приглашены гражданские, в том числе дети. Безуглая заявила, что после награждения должен был состояться детский спектакль, и руководство Сухопутных сил Украины было об этом предупреждено. Семенихин заявил, что военные во время удара находились в укрытии и не пострадали. Источник в Сухопутных силах заявил новостной службе Би-би-си, что «командование не инициировало и не проводило никаких мероприятий». Издание Рейтер не смогло подтвердить бездоказательное заявление Безуглой, а опрошенный ими местный житель отрицал наличие военных или военной инфраструктуры в районе удара.
Семенихин обвинил главу ОВА Сумской области Владимира Артюха в организации награждения военных в центре Сум. Артюх признал, что 13 апреля в городе было запланировано награждение украинских военнослужащих, но, с его слов, он не был организатором мероприятия и должен был быть гостем, при этом из его заявления нельзя сделать вывод о том, состоялось ли награждение. После этого 15 апреля 2025 года Владимир Зеленский снял Артюха с должности главы областной военной администрации.
По информации военного журналиста Юрия Бутусова, в здании Конгресс-центра Сумского государственного университета около 10:00 действительно должно было проходить награждение, на которое прибыли около 20 человек в гражданской одежде. Они не пострадали от первого удара. Затем, согласно утверждению Бутусова, рядом был нанесён второй удар для «поражения как можно большего числа людей».
Минобороны России утверждало, что удар был нанесён по месту проведения «совещания командного состава ВСУ» и что «уничтожено более 60 военнослужащих», заявив, что украинские власти использовали гражданских в качестве «живого щита». Данная версия противоречит версиям Мосийчука, Безуглой, Семенихина и Бутусова.
16 апреля 2025 года военнослужащий 117 бригады ТРО подтвердил The Washington Post, что на 13 апреля в Конгресс-центре было организовано награждение и что во время атаки он вместе с остальными сослуживцами находился в подвале здания.

### Тип боеголовок
Украинские власти, в частности руководитель офиса президента Украины Андрей Ермак, а также посол США на Украине Бриджит Бринк заявили о том, что ракеты, использованные в ходе атаки, были оснащены кассетными боеприпасами. Издание Би-би-си, проанализировав фото- и видеоматериалы с места удара, не обнаружила никаких признаков использования кассетных боеприпасов. В частности, картина взрыва не соответствует той, которая бывает при использовании кассетных боеприпасов — наблюдается один мощный взрыв, а не много мелких (что происходит при использовании кассетных боеприпасов). Издание делает вывод, что при данном ударе, скорее всего, использовались ракеты с осколочно-фугасными боевыми частями.

## Разрушения и жертвы

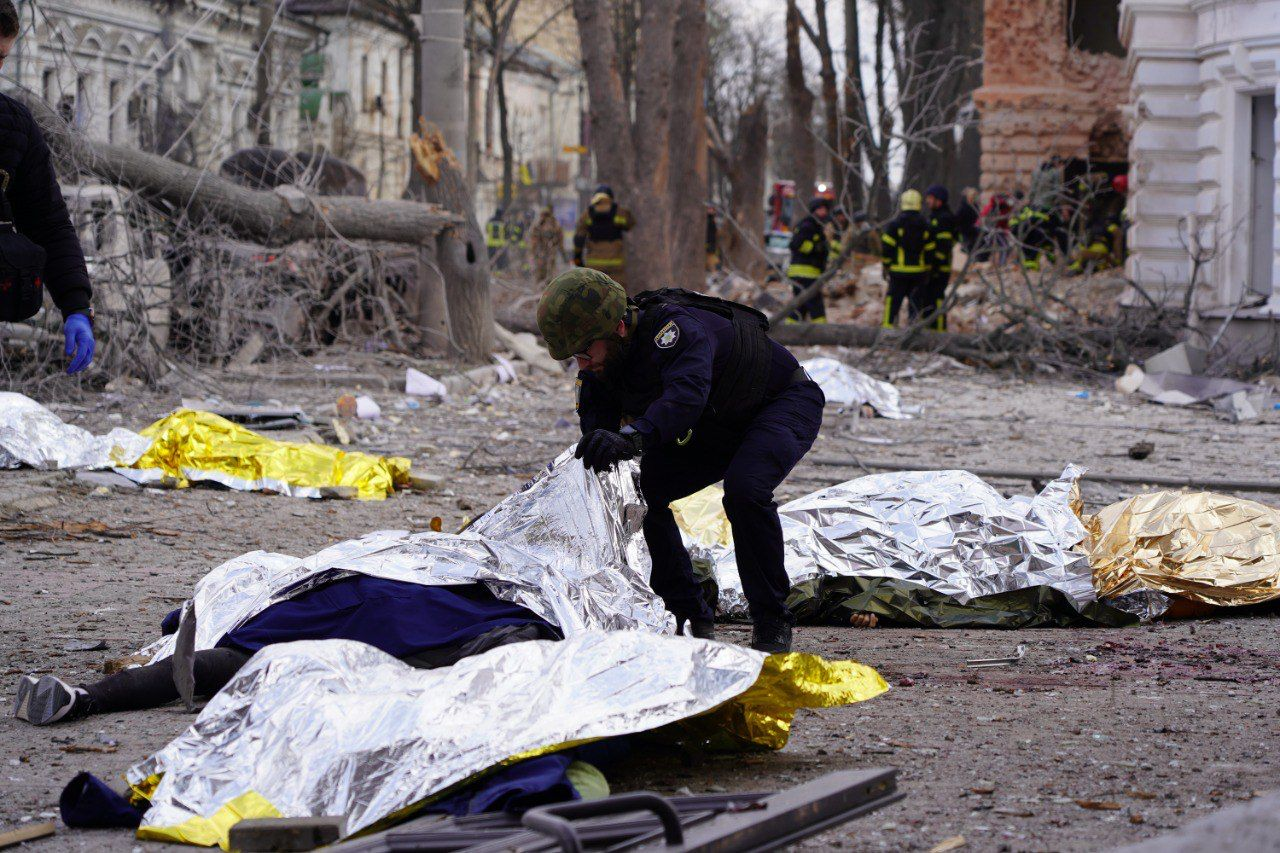
Тела погибших

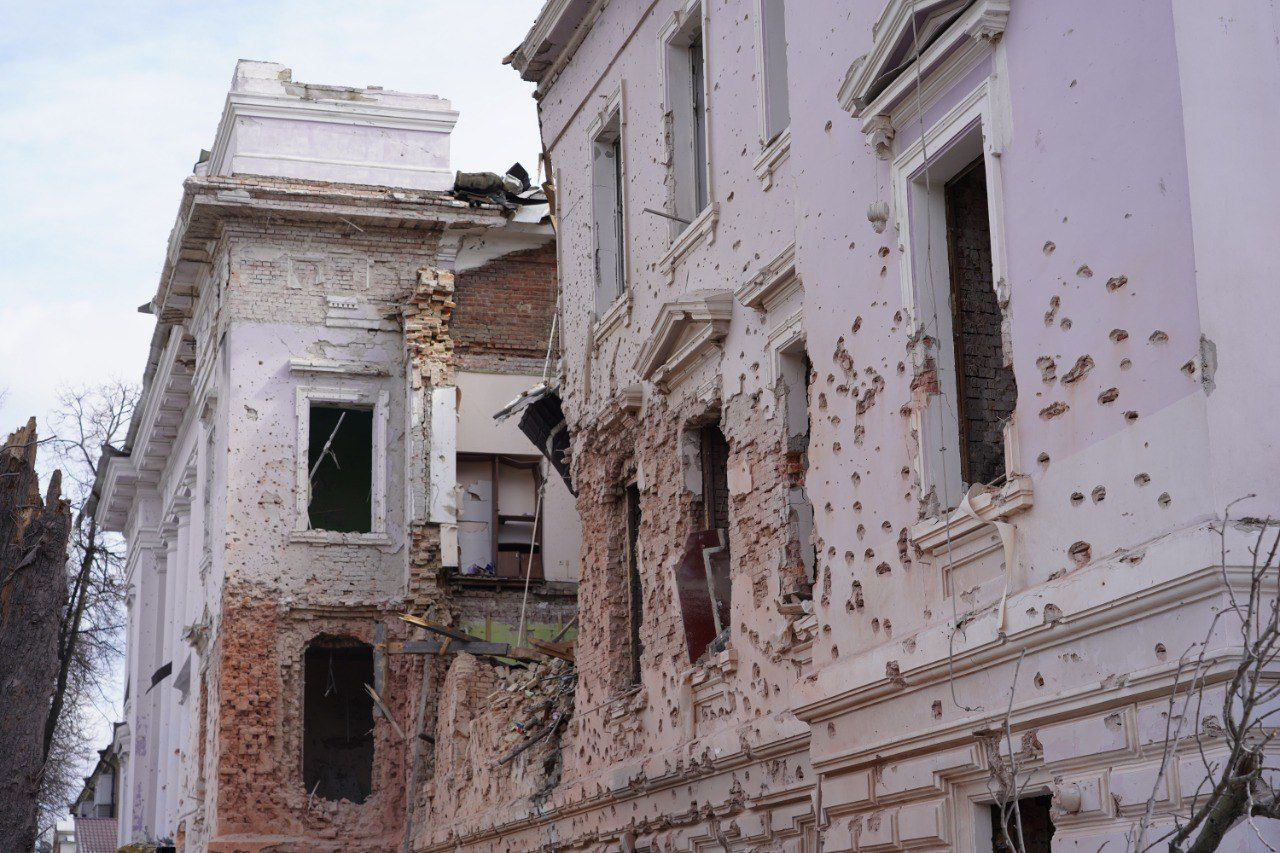
Один из корпусов Сумского государственного университета после удара

В результате удара погибли 35 человек, из них — 2 детей. Среди погибших: Елена Когут — солистка-органистка Сумской областной филармонии, артистка оркестра Сумского национального театра имени Михаила Щепкина, Людмила Гордиенко, заместитель главы налоговой службы, нотариус и бывшая сотрудница органов юстиции Людмила Ващенко, студентки медицинского института Сумского государственного университета Светлана Штепа и Дарья Лобода, учительница школы № 2 Марина Чудеса и её мать Людмила Сергиенко, помогавшие спасать людей после первого удара и убитые вторым. Осколками был повреждён троллейбус, полный пассажиров: большинство пассажиров и водитель погибли. Также погибли двое военнослужащих, одним из которых был командир 27-й реактивной артиллерийской бригады ВСУ Юрий Юла. Согласно утверждению военного журналиста Юрия Бутусова, они так же, как и гражданские, были случайными жертвами и проезжали на машине мимо места атаки.
Пострадали, по данным Государственной службы Украины по чрезвычайным ситуациям, 129 человек, в том числе 17 детей.
Были повреждены 55 зданий, в том числе не менее пяти жилых домов, 4 образовательных учреждений, кафетерии, магазины, а также 10 автомобилей.

## Свидетельства очевидцев
Жительница Сум Наталья рассказала корреспонденту Би-би-си Джеймсу Уотерхаусу о том, как избежала гибели. Когда она услышала первый удар, то побежала забирать своего ребёнка из музыкальной школы. В момент, когда она вела своего ребёнка и других детей в укрытие, по её машине попал второй удар. По её словам, «Если бы мы вовремя не выдвинулись в укрытие, то мы были бы в машине и были бы мертвы».

## Последующие события
Украина обвинила в нанесении удара по Сумам 112-ю и 448-ю ракетные бригады РФ. Ночью 15 апреля Курская область была атакована украинскими беспилотниками. Генштаб Вооружённых сил Украины заявил о поражении пункта дислокации 448-й ракетной бригады рядом с селом Клюква и о вторичной детонации боеприпасов. Официального подтверждения удара по Клюкве от представителей России не было. По заявлению Минобороны РФ, над Курской областью было перехвачено 109 украинских БПЛА, а правительство Курской области заявило, что в результате атаки возникли пожары в многоэтажных жилых домах, погибла 85-летняя женщина и пострадали ещё 9 человек. Украина не комментировала заявления России о повреждении гражданской инфраструктуры. Провоенный российский телеграм-канал «Северный канал» утверждал, что Минобороны РФ умолчало, что были сбиты 109 беспилотников из более 150 летевших на Клюкву, и что 448-я бригада понесла серьёзные потери в результате атаки.
16 апреля беспилотниками было атаковано место дислокации 112-й ракетной бригады в городе Шуя Ивановской области.

## Реакция

### Украина
В Сумах с 14 апреля был объявлен трёхдневный траур. Траур был также объявлен в других регионах Украины.
Владимир Зеленский заявил, что ракеты РФ нанесли удар по обычной улице в церковный праздник. Президент Украины назвал атаку ужасной.

### Россия
Минобороны РФ возложило ответственность за гибель мирного населения на Украину.

### Мировая общественность
Лидеры стран Евросоюза осудили российский удар по Сумам: глава евродипломатии Кая Каллас назвала атаку «ужасающим примером того, как Россия усиливает атаки, в то время как Украина согласилась на безоговорочное прекращение огня»; Урсула фон дер Ляйен заявила, что удары являются «мрачным напоминанием» о том, что «Россия была и остается агрессором». Генеральный секретарь ООН Антониу Гутерриш осудил атаку, отметив, что она является частью систематических ударов России, влекущих жертвы среди гражданских и обширные разрушения.
Специальный посланник США по вопросам Украины Кит Келлог заявил, что атака «перешла все границы приличия». 14 апреля удар прокомментировал и президент США Дональд Трамп: «Я думаю, это ужасно. Мне сказали, что они совершили ошибку. Но я думаю, что это ужасно. Я думаю, что вся война — это ужасная вещь», но Россию прямо не упомянул, а также не объяснил, считает ли он удар непредумышленным. Государственный секретарь США Марко Рубио в соцсети Х отреагировал на российский удар: «Соединённые Штаты выражают глубочайшие соболезнования жертвам сегодняшнего ужасающего российского ракетного удара по Сумам».
Председатель Христианско-демократического союза Фридрих Мерц назвал атаку «верхом вероломства» и «преднамеренным и рассчитанным военным преступлением» и высказался в пользу поставок Украине германско-шведских дальнобойных крылатых ракет TAURUS при согласовании с европейскими партнерами.

## Оценки
По мнению Washington Post, в соответствии с международным правом, обе стороны конфликта должны принимать меры для избегания ущерба среди гражданского населения. Российские удары по загруженному перекрёстку стали причиной самого большого числа погибших в ходе одного инцидента в 2025 году на Украине. Тем не менее, законодательство требует, чтобы украинская сторона не размещала военные цели в жилых районах с высокой плотностью населения. Решение этого вопроса для Украины является сложной задачей, так как ВСУ защищают жилые районы от нападений ВС РФ. При этом церемония награждения военных не может считаться элементом обороны.
Издание Politico написало, что удар по Сумам не был ошибкой, намекая на слова Трампа, и отметило, что он вписывается в давнюю тактику России: удар по центру города дважды — так называемый двойной удар, — добавив, что второй удар последовал спустя пять минут после первого, и что это было рассчитано.
The Guardian, France 24, Международное французское радио, RedaktionsNetzwerk Deutschland в своих публикациях также назвали атаку двойным ударом.